# Iwan Kuźminych
Iwan Aleksiejewicz Kuźminych (ros. Иван Алексеевич Кузьминых, ur. 11 sierpnia 1902 w Wiatce (obecnie Kirow), zm. 18 stycznia 1970 w Moskwie) – radziecki polityk, minister przemysłu mięsnego i mleczarskiego ZSRR (1946-1953).

## Życiorys
1920-1927 pracował w zajezdni parowozowej w Ufie, od 1924 w RKP(b). W 1934 ukończył Kujbyszewski Instytut Budowlany, 1934-1937 dyrektor Instytutu Budowlanego w Kujbyszewie, 1937-1938 szef Zarządu Ludowego Komisariatu Przemysłu Spożywczego ZSRR, 1939-1946 I zastępca ludowego komisarza przemysłu mięsnego i mlecznego ZSRR. Od 22 sierpnia 1946 do 15 marca 1953 minister przemysłu mięsnego i mleczarskiego ZSRR, od marca do sierpnia 1953 zastępca ministra przemysłu lekkiego i spożywczego ZSRR, 1953-1954 zastępca ministra przemysłu towarów spożywczych ZSRR, 1954-1957 zastępca ministra przemysłu produktów mięsnych i mleczarskich ZSRR, 1957-1958 zastępca szefa wydziału przemysłu mięsnego i mleczarskiego Państwowego Komitetu Planowania Rosyjskiej FSRR, 1958-1960 zastępca szefa wydziału przemysłu spożywczego tego komitetu, następnie na emeryturze. Pochowany na cmentarzu Nowodziewiczym.

## Odznaczenia
- Order Lenina
- Order Czerwonego Sztandaru Pracy
- Order Czerwonej Gwiazdy